# Sân bay quốc tế Xoxocotlán
Sân bay quốc tế Xoxocotlán (IATA: OAX, ICAO: MMOX) là một sân bay quốc tế ở Oaxaca, Oaxaca, México. Sân bay này có một đường băng dài 2450 m, rải nhựa asphalt.

## Các hãng hàng không và các tuyến điểm

### Các tuyến nội địa
- Aeroméxico
  - Aeroméxico Connect (Thành phố Mexico)
- ALMA de Mexico (Guadalajara, Tuxtla Gutierrez)
- Aviacsa (Hermosillo, Thành phố Mexico)
- Avolar (Cuernavaca, Tijuana)
- Mexicana (Thành phố Mexico)
  - Click Mexicana (Thành phố Mexico, Tuxtla Gutiérrez)
- Viva Aerobus (Monterrey) [bắt đầu ngày 17 tháng 7 năm 2008]
- Volaris (Tijuana)

### Các tuyến quốc tế
- Continental Airlines
  - Continental Express operated by ExpressJet Airlines (Houston-Intercontinental)

### Các tuyến bay thuê bao
- Aladia